# Geria (Valladolid)
Geria ist ein nordspanischer Ort und eine Gemeinde (municipio) mit 488 Einwohnern (Stand: 2024) in der Provinz Valladolid in der Autonomen Region Kastilien-León; die Gemeinde gehört zum Weinbaugebiet „Cigales D. O.“.

## Lage
Geria liegt nahe der Autovía A-62 in einer Höhe von ca. 720 m. Die Entfernung zur nordöstlich gelegenen Provinzhauptstadt Valladolid beträgt nur knapp 14 km (Fahrtstrecke). Das Klima im Winter ist rau, im Sommer dagegen trocken und warm; der eher spärliche Regen (ca. 466 mm/Jahr) fällt überwiegend im Winterhalbjahr.

## Bevölkerungsentwicklung
| Jahr      | 1970 | 1981 | 1991 | 2001 | 2011 | 2021 |
| Einwohner | 432  | 446  | 424  | 481  | 493  | 512  |

Wegen der Mechanisierung der Landwirtschaft und der Aufgabe bäuerlicher Kleinbetriebe wanderten viele Arbeitskräfte und deren Familien in der zweiten Hälfte des 20. Jahrhunderts in die größeren Städte ab (Landflucht); wegen der relativen Nähe zur Großstadt Valladolid ist die Bevölkerung der Gemeinde in den letzten Jahrzehnten wieder leicht angewachsen.

## Wirtschaft
Geria war und ist in hohem Maße landwirtschaftlich geprägt, wobei die Viehzucht traditionell eine weniger wichtige Rolle spielte; der Ort bot die notwendigen regionalen Dienstleistungen in den Bereichen Handwerk und Handel. Im 19. Jahrhundert wurde der Canal de Castilla östlich am Gemeindegebiet vorbei geführt. Geria ist Teil des kleinen Weinbaugebiets „Cigales“; der Tourismus spielt nur eine untergeordnete Rolle.

## Sehenswürdigkeiten

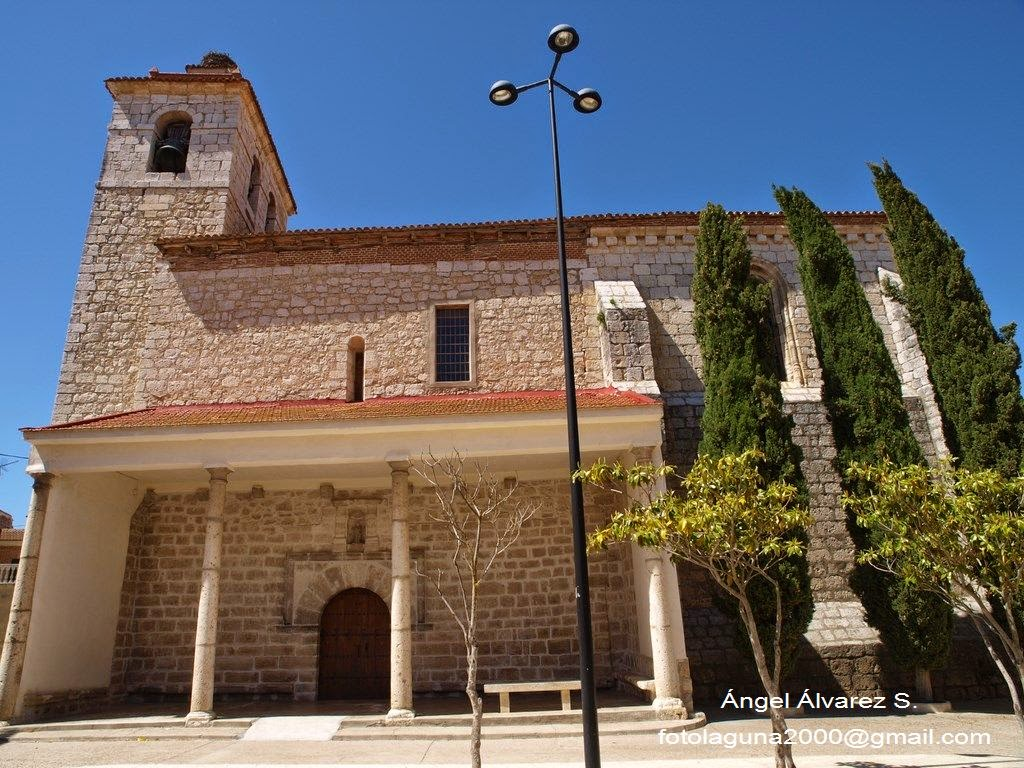
Kirche Mariä Himmelfahrt

- Kirche Mariä Himmelfahrt